# Nihal Naj Ali al-Awlaqi
Nihal Naj Ali al-Awlaqi (نهال ناجي علي العولقي  arabiska), född 1977, är en jemenitisk advokat och biträdande professor från Shabwa.
al-Awlaqi studerade juridik vid Mohammed V University i Marocko och har arbetat som biträdande professor i juridik vid University of Aden i Jemen. Hon har engagerat sig i utbildning för kvinnor genom Women´s training center vid University of Aden.
al-Awlaqi har även arbetat för fredssamtal i Jemen och är sen 2016 landets justitieminister.
År 2016 tilldelades al-Awlaqi International Women of Courage Award.